# Gewog di Chapcha
Il gewog di Chapcha è uno degli undici raggruppamenti di villaggi del distretto di Chukha, nella regione Occidentale, in Bhutan.